# Владимир Лучић
Владимир Лучић (Београд, 17. јун 1989) српски је кошаркаш. Игра на позицијама крила и крилног центра, а тренутно наступа за Бајерн Минхен.

## Клупска каријера
Каријеру је почео у београдском Радничком у коме је играо пет година, а затим је прешао у Атлас у којем се задржао две године. Током 2006. године је прешао у Суперфунд где је почео своју сениорску каријеру.
У Партизан је прешао 2008. године. Провео је наредних пет сезона у Партизану и за то време је пет пута био првак Србије, док је по четири пута био освајач Јадранске лиге и Купа Радивоја Кораћа. Са Партизаном је стигао и до фајнал-фора Евролиге у сезони 2009/10. У својој последњој сезони био је и капитен тима.
У јуну 2013. потписао је трогодишњи уговор са шпанском Валенсијом. У својој првој сезони у Валенсији је имао доста проблема са повредама. У јануару 2014. је морао на операцију стопала због чега је пропустио пар месеци. Ипак, вратио се у финишу сезоне и помогао свом тиму да дође до трофеја у Еврокупу. Након три сезоне у Валенсији, Лучић је у јулу 2016. прешао у Бајерн Минхен.

## Репрезентација
Са репрезентацијом до 20 година учествовао је на Европском првенству 2009. у Грчкој где је Србија заузела тек 10. место. Са универзитетском репрезентацијом је освојио златну медаљу на Летњој универзијади 2011. у Шенжену.
За сениорску репрезентацију Србије је дебитовао у квалификацијама за Европско првенство 2013. у Словенији. Наступио је на само једној утакмици, у првом колу против Исланда, када се повредио због чега је пропустио остатак квалификација.
Лучић је такође био на списку кандидата за Европско првенство 2013. и Светско првенство 2014. али је оба пута отпао због проблема са повредама.
Са репрезентацијом Србије је играо на Европским првенствима 2017. и 2022. као и на Светском првенству 2019. у Кини. На Европском првенству 2017. је освојио сребрну медаљу.

## Приватно
Лучић има старијег брата Уроша који је такође кошаркаш.

## Успеси

### Клупски
- Партизан:
  - Првенство Србије (5) : 2009, 2010, 2011, 2012, 2013.
  - Јадранска лига (4) : 2009, 2010, 2011, 2013.
  - Куп Радивоја Кораћа (4) : 2009, 2010, 2011, 2012.
- Валенсија:
  - Еврокуп (1): 2014.
- Бајерн Минхен:
  - Првенство Немачке (4): 2017/18, 2018/19, 2023/24, 2024/25.
  - Куп Немачке (4): 2018, 2021, 2023, 2024.

### Репрезентативни
- Европско првенство:  2017.
- Универзијада:  2011.

### Појединачни
- Идеални тим Евролиге — прва постава (1): 2020/21.
- Идеални тим Евролиге — друга постава (1): 2021/22.